# NIC-33
La NIC-33  es una importante carretera nacional clasificada como troncal principal en Nicaragua. Esta vía comienza en el Oeste, conectándose con la NIC-9 a la altura de San Ramón, Departamento de Matagalpa y culmina en el municipio de Matiguás en el departamento de Matagalpa. 

## Extensión
Con una extensión de 29,22 millas (47,0 km), la NIC-33 juega un rol clave en la conectividad y transporte de la región.